# Dance with Me (film 2019)
Dance with Me (ダンスウィズミー?, Dansu wizu mi) è un film del 2019 scritto e diretto da Shinobu Yaguchi.

## Trama
Dopo avere subito un'ipnosi, Shizuka Suzuki inizia a cantare e a ballare ogni volta che sente un qualsiasi brano musicale, con esiti spesso per lei imbarazzanti; per risolvere il contrattempo, decide così di mettersi alla ricerca dell'uomo che l'ha ipnotizzata.

## Distribuzione
In Giappone la pellicola è stata distribuita dalla Warner Bros. a partire dal 16 agosto 2019.